# Karl Vak
Karl Vak (* 17. Februar 1930; † 28. Juli 2001), Dr. jur., war Generaldirektor der Zentralsparkasse der Gemeinde Wien in den 1980er Jahren. 1990 wurde René Alfons Haiden, zuvor sein Stellvertreter, sein Nachfolger. 
Vom 15. März 1988 an wurde unter seiner Ägide im damaligen Hauptgebäude des Kreditinstituts, 3., Vordere Zollamtsstraße 13, die im Auftrag des Wiener Tourismusverbandes für den Jewish Welcome Service Vienna produzierte Ausstellung Erbe und Auftrag: Jüdisches Wien gezeigt, die ab 1. Dezember 1988 unter dem Titel Heritage and Mission: Jewish Vienna in New York zu sehen war.
Karl Vak wurde von der Stadt Wien 1990 zum Bürger ehrenhalber ernannt. Er wurde am Kalksburger Friedhof bestattet.